# Bartramia heteromalla
Bartramia heteromalla är en bladmossart som beskrevs av Bridel 1827. Bartramia heteromalla ingår i släktet äppelmossor, och familjen Bartramiaceae. Inga underarter finns listade i Catalogue of Life.